# Harry Stroo
Hendrik Pieter „Harry” Stroo (ur. 2 października 1927 w Zaandam, zm. 18 lipca 1991 w Zaanstad) – holenderski kajakarz, olimpijczyk.
Zajął 6. miejsce w konkurencji wyścigów kajaków dwójek (K-2) na dystansie 10 000 metrów na igrzyskach olimpijskich w 1948 w Londynie. Jego partnerem był Cees Koch.